# Obilná
Obilná (németül Kornau) Odrava község településrésze Csehországban a Karlovy Vary-i kerület Chebi járásában. Odravatól 1,5 km-re nyugatra fekszik 2,74 km² területen. 17 lakóháza és 41 állandó lakosa van.

## Fordítás
- Ez a szócikk részben vagy egészben a Obilná című cseh Wikipédia-szócikk ezen változatának fordításán alapul.  Az eredeti cikk szerkesztőit annak laptörténete sorolja fel. Ez a jelzés csupán a megfogalmazás eredetét és a szerzői jogokat jelzi, nem szolgál a cikkben szereplő információk forrásmegjelöléseként.